# Seven Femenino de Estados Unidos 2018
El Seven Femenino de Estados Unidos de 2018 fue la sexta edición del torneo de rugby 7, fue el torneo inaugural de la Serie Mundial Femenina de Rugby 7 2018-19.
Se desarrolló en el Infinity Park de la ciudad de Glendale, Estados Unidos.

## Fase de grupos

### Grupo A
| Equipo    | Encuentros | Encuentros | Encuentros | Encuentros | Tantos  | Tantos    | Tantos     | Puntos |
| Equipo    | jugados    | ganados    | empatados  | perdidos   | a favor | en contra | diferencia | Puntos |
| --------- | ---------- | ---------- | ---------- | ---------- | ------- | --------- | ---------- | ------ |
| Australia | 3          | 3          | 0          | 0          | 114     | 15        | +101       | 9      |
| Rusia     | 3          | 2          | 0          | 1          | 107     | 26        | +81        | 7      |
| España    | 3          | 1          | 0          | 2          | 51      | 74        | −23        | 5      |
| México    | 3          | 0          | 0          | 3          | 0       | 157       | −157       | 3      |

### Grupo B
| Equipo         | Encuentros | Encuentros | Encuentros | Encuentros | Tantos  | Tantos    | Tantos     | Puntos |
| Equipo         | jugados    | ganados    | empatados  | perdidos   | a favor | en contra | diferencia | Puntos |
| -------------- | ---------- | ---------- | ---------- | ---------- | ------- | --------- | ---------- | ------ |
| Nueva Zelanda  | 3          | 3          | 0          | 0          | 108     | 19        | +89        | 9      |
| Inglaterra     | 3          | 2          | 0          | 1          | 54      | 50        | +4         | 7      |
| Estados Unidos | 3          | 1          | 0          | 2          | 46      | 68        | −22        | 5      |
| China          | 3          | 0          | 0          | 3          | 33      | 104       | −71        | 3      |

### Grupo C
| Equipo  | Encuentros | Encuentros | Encuentros | Encuentros | Tantos  | Tantos    | Tantos     | Puntos |
| Equipo  | jugados    | ganados    | empatados  | perdidos   | a favor | en contra | diferencia | Puntos |
| ------- | ---------- | ---------- | ---------- | ---------- | ------- | --------- | ---------- | ------ |
| Canadá  | 3          | 3          | 0          | 0          | 74      | 19        | +45        | 9      |
| Francia | 3          | 2          | 0          | 1          | 76      | 48        | +28        | 7      |
| Irlanda | 3          | 1          | 0          | 2          | 83      | 52        | +31        | 5      |
| Fiyi    | 3          | 0          | 0          | 3          | 26      | 130       | −104       | 3      |

## Fase Final

### Copa de oro
|  | Cuartos de final | Cuartos de final | Cuartos de final |                |               | Semifinales   | Semifinales | Semifinales |        |               | Copa          | Copa         | Copa |  |
|  |                  |                  |                  |                |               |               |             |             |        |               |               |              |      |  |
|  |                  |                  |                  |                |               |               |             |             |        |               |               |              |      |  |
|  | Nueva Zelanda    | Nueva Zelanda    | 34               |                |               |               |             |             |        |               |               |              |      |  |
|  | Nueva Zelanda    | Nueva Zelanda    | 34               |                |               |               |             |             |        |               |               |              |      |  |
|  | Irlanda          | Irlanda          | 7                |                |               |               |             |             |        |               |               |              |      |  |
|  | Irlanda          | Irlanda          | 7                |                | Nueva Zelanda | Nueva Zelanda | 28          |             |        |               |               |              |      |  |
|  |                  |                  |                  |                | Nueva Zelanda | Nueva Zelanda | 28          |             |        |               |               |              |      |  |
|  |                  |                  | Canadá           | Canadá         | 19            |               |             |             |        |               |               |              |      |  |
|  | Canadá           | Canadá           | Canadá           | Canadá         | 19            | 21            |             |             |        |               |               |              |      |  |
|  | Canadá           | Canadá           |                  |                |               |               |             |             |        |               |               |              |      |  |
|  | Rusia            | Rusia            | 17               |                |               |               |             |             |        |               |               |              |      |  |
|  | Rusia            | Rusia            | 17               |                |               |               |             |             |        | Nueva Zelanda | Nueva Zelanda | 33           |      |  |
|  |                  |                  |                  |                |               |               |             |             |        | Nueva Zelanda | Nueva Zelanda | 33           |      |  |
|  |                  |                  | Estados Unidos   | Estados Unidos | 7             |               |             |             |        |               |               |              |      |  |
|  | Francia          | Francia          | Estados Unidos   | Estados Unidos | 7             | 22            |             |             |        |               |               |              |      |  |
|  | Francia          | Francia          |                  |                |               |               |             |             |        |               |               |              |      |  |
|  | Inglaterra       | Inglaterra       | 7                |                |               |               |             |             |        |               |               |              |      |  |
|  | Inglaterra       | Inglaterra       | 7                |                | Francia       | Francia       | 19          |             |        | Tercer lugar  | Tercer lugar  | Tercer lugar |      |  |
|  |                  |                  |                  |                | Francia       | Francia       | 19          |             |        | Tercer lugar  | Tercer lugar  | Tercer lugar |      |  |
|  |                  |                  | Estados Unidos   | Estados Unidos | 21            |               |             |             |        |               |               |              |      |  |
|  | Estados Unidos   | Estados Unidos   | Estados Unidos   | Estados Unidos | 21            | 26            |             |             | Canadá | Canadá        | 28            |              |      |  |
|  | Estados Unidos   | Estados Unidos   |                  |                |               |               |             |             | Canadá | Canadá        | 28            |              |      |  |
|  | Australia        | Australia        | 5                |                |               |               |             |             |        |               | Francia       | Francia      | 0    |  |
|  | Australia        | Australia        | 5                |                |               |               |             |             |        |               | Francia       | Francia      | 0    |  |
|  |                  |                  |                  |                |               |               |             |             |        |               |               |              |      |  |

| Bandera de Nueva Zelanda |
| Campeón Nueva Zelanda    |
| 1º título del circuito   |